# Zoe Tapper
Zoë Tapper (Engeland, 1981) is een Engelse actrice.
Ze werd voor het eerst opgemerkt in haar vertolking van Nell Gwyn in Richard Eyres Stage Beauty (2004).
Haar verdere filmrollen zijn deze van:
- Mrs. Palfrey at the Claremont (2005) naast Joan Plowright
- Twenty thousand streets under the sky  (2005) naast Sally Hawkins
- These Foolish Things (2006) naast Anjelica Huston

## Televisiewerk
- The Private Life of Samuel Pepys
- A Midsummer Night's Dream
- Hex

Ook heeft ze de rol vertolkt van Jenny Marple in Agatha Christies Miss Marple.
- Cutting It
- Foyle's War
- Hotel Babylon
- Jericho
- Grace

Zoë Tapper studeerde aan de Academy Drama School en later ook aan de Central School of Speech and Drama vanwaar ze afstudeerde in de lente van 2003, enkele dagen voor ze haar eerste filmrol kreeg.
- Biblioteca Nacional de España: XX5338118
- Gemeinsame Normdatei: 1050879821
- International Standard Name Identifier: 0000 0001 2085 639X
- Library of Congress Control Number: no2011095517
- MusicBrainz: 58d6e3c4-5f66-43d3-b6f7-59bb6cc4c7cf
- Nationale Bibliotheek van Tsjechië: xx0184695
- Système universitaire de documentation: 183714490
- Virtual International Authority File: 171945983
- WorldCat: E39PBJmDgXtbxGjjB67W7cyjmd